# Memorial às Vítimas do Terror em Israel
O Memorial às Vítimas do Terror em Israel (em hebraico:  אנדרטת חללי פעולות האיבה, Andartat Halalei Pe'ulot HaEiva) é um memorial a vítimas civis do terrorismo no país de Israel e na região da Terra de Israel pré-estado, a partir de 1851 em diante. O memorial está localizado no Cemitério Nacional Civil do Estado de Israel no Monte Herzl em Jerusalém. O memorial inclui os nomes de civis judeus e não-judeus que foram mortos em atos de terror.

## Galeria

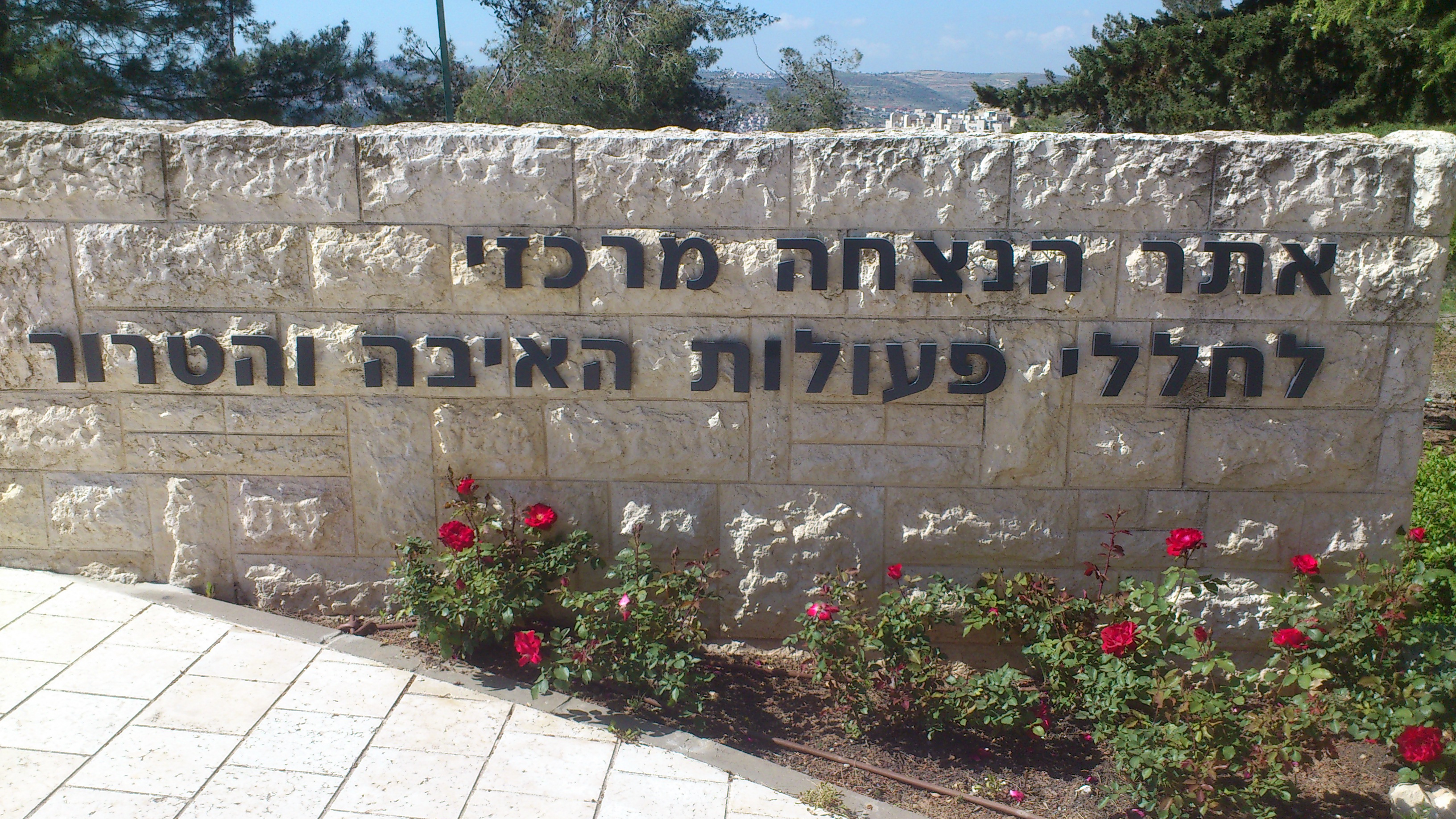
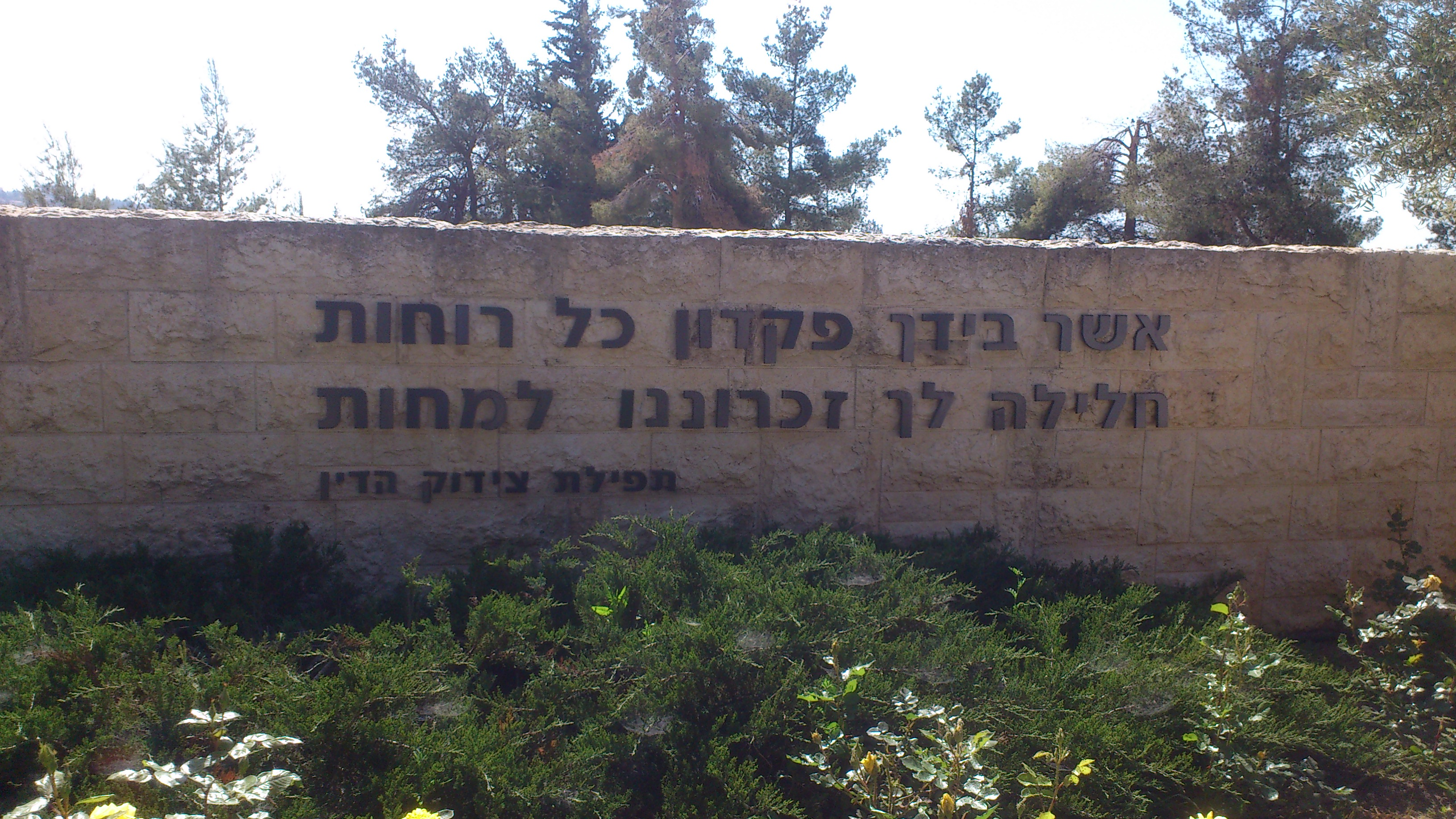
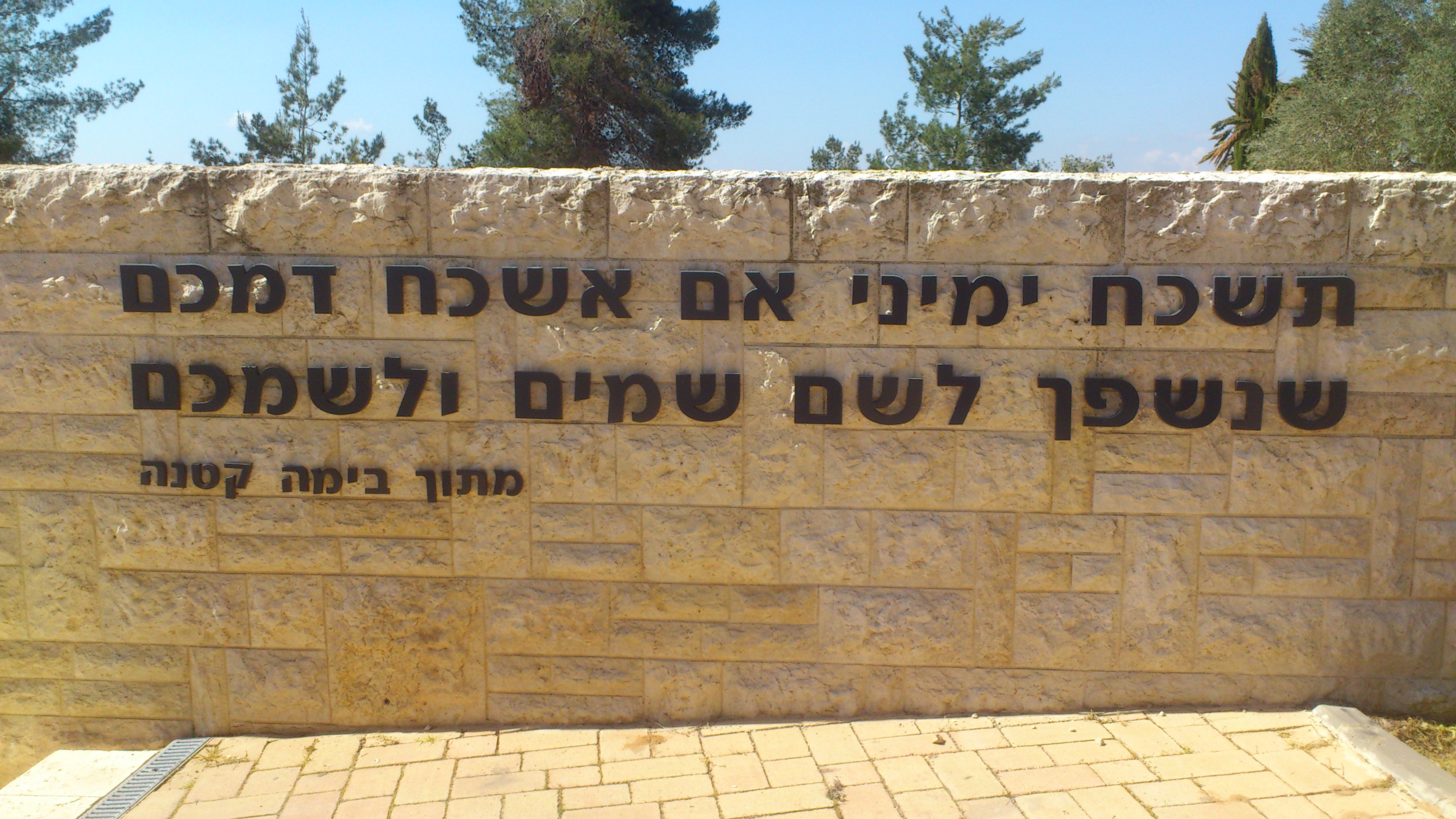
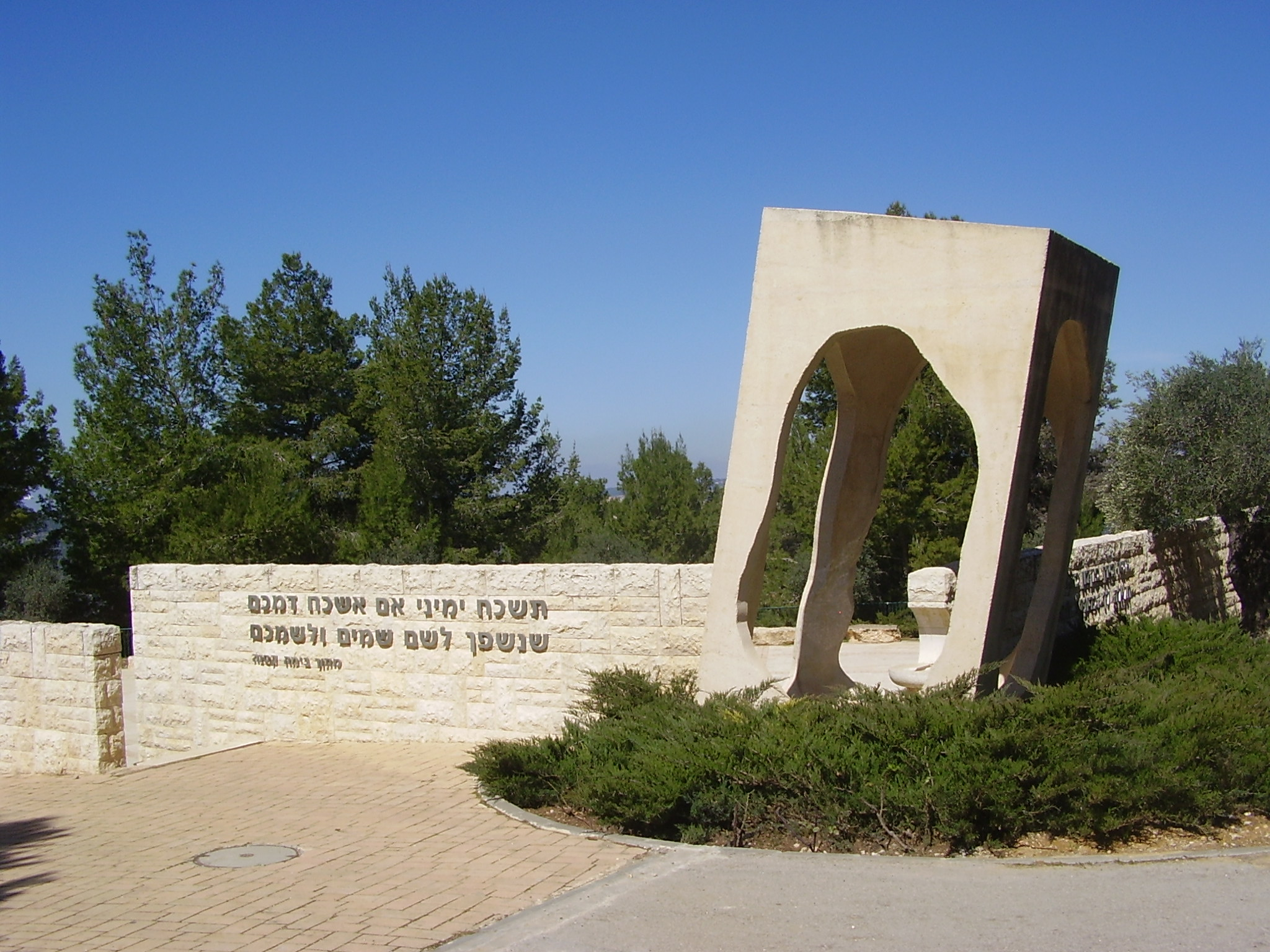
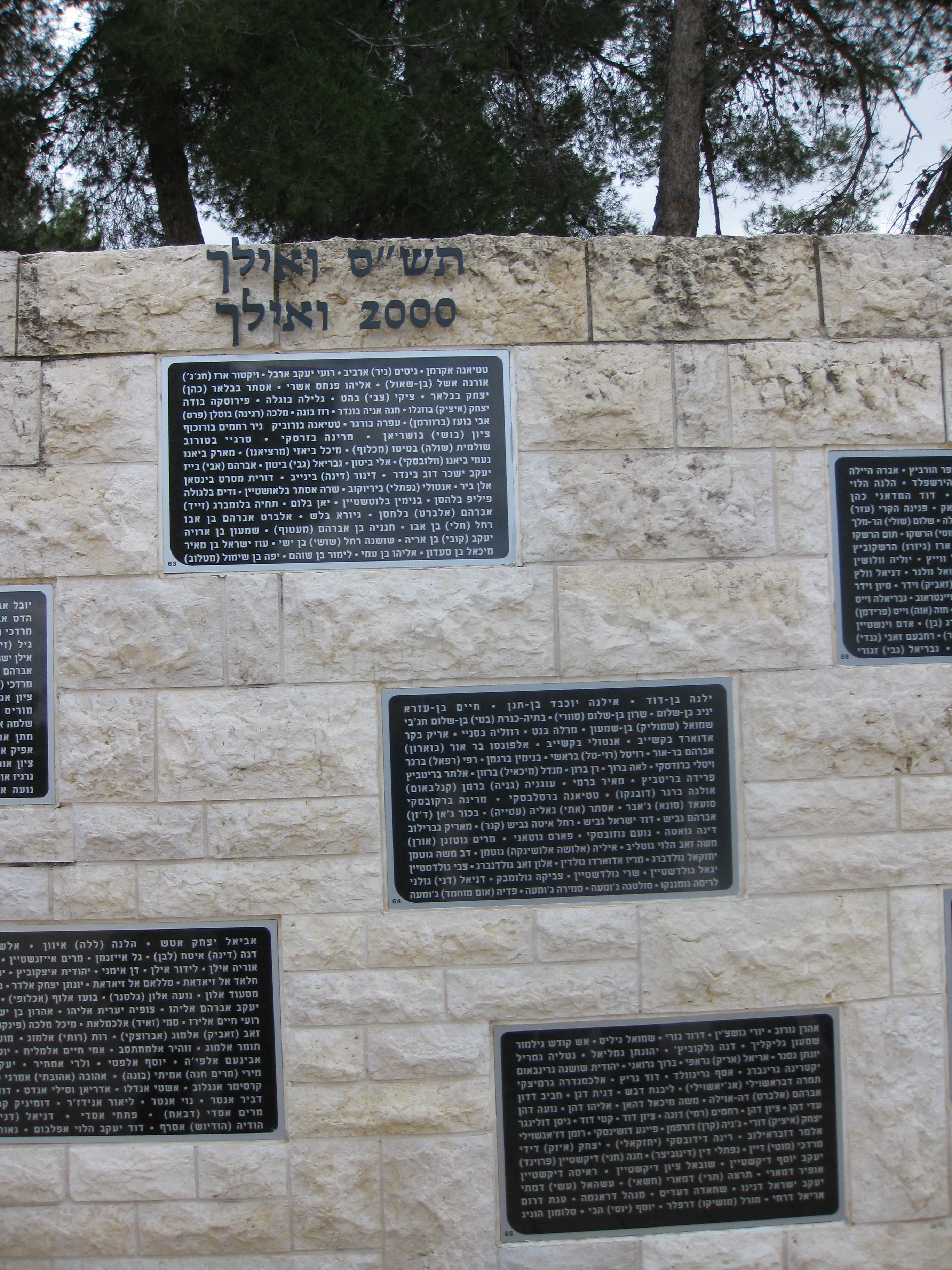